# Јирки Катајнен
Јирки Тапани Катајнен (фин. Jyrki Tapani Katainen; 14. октобар 1971) је фински политичар. Тренутно обавља функцију председника Националне коалиционе партије, а од 22. јуна 2011. године је премијер Финске.
Одрастао је у граду Силинјерви, у коме је радио као учитељ, док 1993. године није постао члан градског већа тог града. У Фински парламент први пут је ушао 1999. године, од 2001. године је потпредседник странке, а од 2004. године председник. У марту 2003. године изабран је за потпредседника Европске народне партије.
Након парламентарних избора 2007. године партија Националне коалиције предвођена Катајненом осваја друго место, а он постаје потпредседник владе и министар финансија.